# Кохан (струмок)
Кохан — струмок  в Україні, у  Верховинському районі Івано-Франківської області, лівий доплив  Білого Черемошу (басейн Дунаю).

## Опис
Довжина струмка приблизно  6 км. Формується з багатьох безіменних струмків.

## Розташування
Бере  початок на північному сході від села Голови. Тече переважно на південний схід понад селом Кохан і у Довгополі впадає у річку Білий Черемош, праву притоку Черемошу.